# Projectieve meetkunde

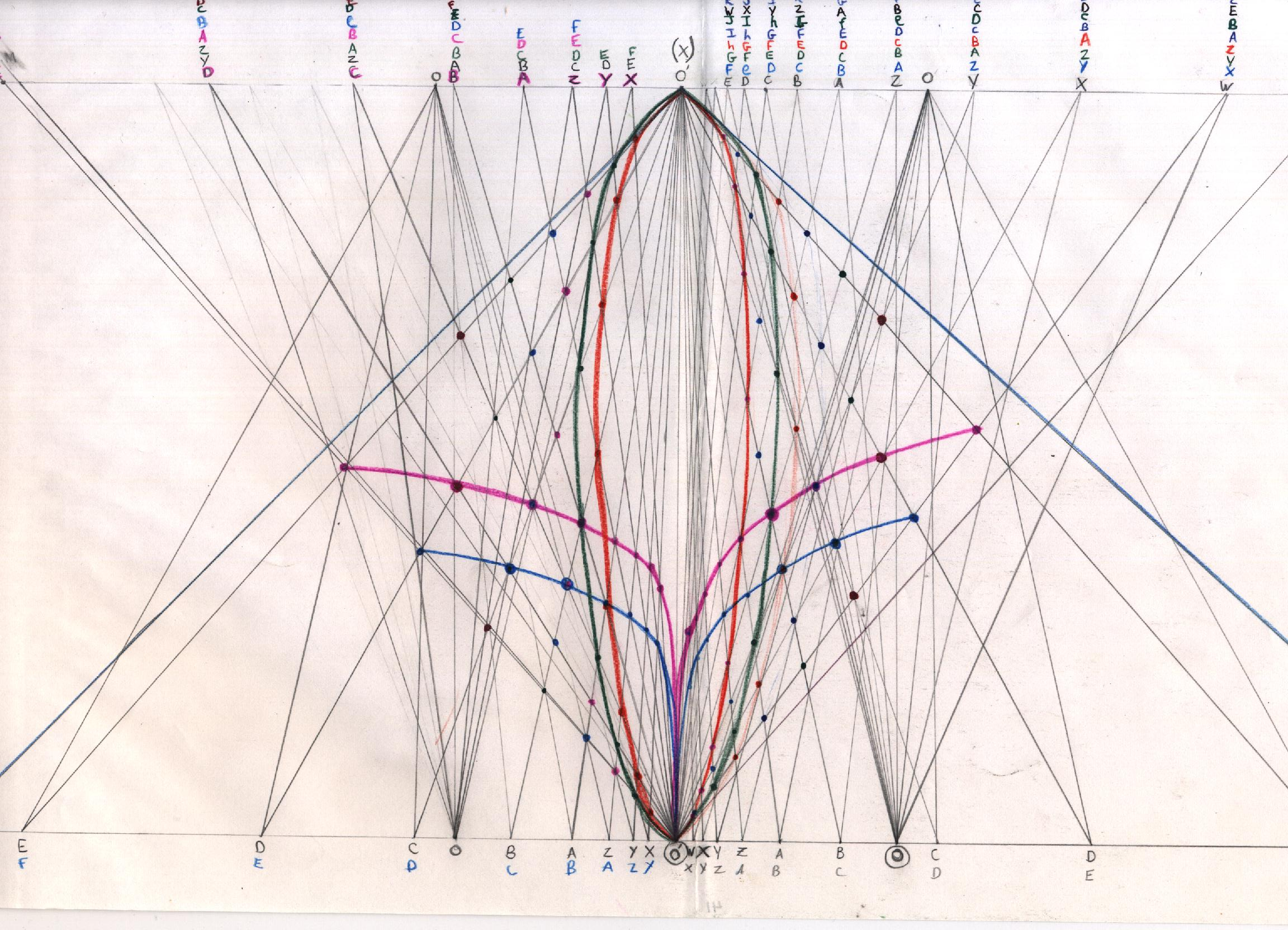
Grafische voorstelling van een groeiproces vanuit polaire hoekpunten. Dergelijke kunstzinnige figuren zijn gegrond in principes van de projectieve meetkunde.

In de wiskunde is projectieve meetkunde een meetkunde zonder metriek. Ze vond haar oorsprong vroeg in de 19e eeuw in de principes van lijnperspectief in de beeldende kunst.
Projectieve meetkunde is de studie van meetkundige eigenschappen die invariant zijn onder projectieve transformaties. Dit betekent dat, in vergelijking met elementaire meetkunde, het object van projectieve meetkunde niet de gewone ruimte is, maar een projectieve ruimte en er een geselecteerd aantal fundamentele meetkundige begrippen zijn. Projectieve ruimten van een bepaalde dimensie bestaan uit meer punten, dan de overeenkomstige euclidische ruimte, en er zijn meetkundige transformaties toegestaan die de extra punten, de zogenaamde “punten op oneindig”, naar traditionele punten verplaatsen, en vice versa. De belangrijkste eigenschappen in de projectieve meetkunde zijn de eigenschappen die betrekking hebben op dit nieuwe idee van transformaties die verder reiken dan kan worden uitgedrukt door affiene transformaties.
In de projectieve meetkunde kan niet op dezelfde manier over hoeken gesproken worden als in de euclidische meetkunde. Hoeken zijn een voorbeeld van een begrip dat niet invariant is onder projectieve transformaties, zoals duidelijk te zien is bij perspectieftekenen. Een ander verschil met de elementaire meetkunde is dat parallelle lijnen, op geschikte manier gedefinieerd in de projectieve meetkunde, een punt op oneindig als snijpunt hebben. Ook dit begrip heeft een intuïtieve basis, denk aan spoorrails die in een perspectivische tekening aan de horizon bij elkaar komen. Zie het artikel projectieve vlak voor de basisbeginselen van de projectieve meetkunde in twee dimensies.
Hoewel de ideeën eerder beschikbaar waren, vond de ontwikkeling van de projectieve meetkunde vooral plaats in de negentiende eeuw. Een enorme hoeveelheid onderzoek maakte de projectieve meetkunde in de 19e eeuw tot het meest representatieve gebied van de meetkunde. Dit was de theorie van de complexe projectieve ruimte, aangezien de gebruikte coördinaten (homogene coördinaten) complexe getallen waren. Een aantal belangrijke onderdelen van de meer abstracte wiskunde (met inbegrip van de invariantentheorie, de Italiaanse school van de algebraïsche meetkunde en Felix Kleins Erlanger programma, dat aan de basis stond van de klassieke groepen) bouwde voort op de projectieve meetkunde. Het was onder de vlag van de synthetische meetkunde ook een onderwerp met een groot aantal beoefenaars om eigen wille. Een ander veld dat is voortgekomen uit de axiomatische studie van de projectieve meetkunde is de eindige meetkunde.
Het gebied van de projectieve meetkunde is heden ten dage onderverdeeld in vele onderzoeksdeelgebieden. Twee voorbeelden zijn de projectieve algebraïsche meetkunde (de studie van projectieve variëteiten) en de projectieve differentiaalmeetkunde (de studie van differentiaalinvarianten van de projectieve transformaties).

## Omschrijving
Projectieve meetkunde is een niet-euclidische meetkunde die een van de centrale principes van perspectief in de kunst formaliseert: evenwijdige lijnen snijden elkaar in het oneindige en moeten dus ook zo worden getekend. In essentie kunnen we projectieve meetkunde zien als een uitbreiding van euclidische meetkunde waarin de “richting” van een lijn aan deze lijn wordt toegevoegd als een extra “punt”, en waarin de “horizon” van de richtingen van lijnen in hetzelfde vlak wordt opgevat als “rechte”. Zo snijden twee evenwijdige lijnen elkaar op een horizon omdat ze dezelfde richting hebben.
Geïdealiseerde richtingen worden oneigenlijke punten of oneindige punten genoemd, terwijl geïdealiseerde horizons oneigenlijke rechten of oneindig verre rechten worden genoemd.

## Geschiedenis
De eerste meetkundige eigenschappen van een projectief karakter werden in de derde eeuw door Pappos van Alexandrië ontdekt. Filippo Brunelleschi (1404–1472) startte in 1425 een onderzoek naar de meetkunde van het perspectief. Johannes Kepler (1571–1630) en Girard Desargues (1591–1661) ontwikkelden onafhankelijk van elkaar het centrale concept van het “punt op oneindig”. Desargues ontwikkelde een alternatieve manier om perspectivische tekeningen te construeren door het gebruik van verdwijnpunten te veralgemenen tot het geval wanneer deze verdwijnpunten oneindig ver weg liggen. Hij maakte de euclidische meetkunde, waar parallelle lijnen echt parallel zijn, tot een speciaal geval van een allesomvattend meetkundig systeem. Desargues’ studie naar kegelsneden trok de aandacht van de 16-jarige Blaise Pascal en hielp hem bij het formuleren van zijn stelling van Pascal. Aan het einde van de 18e en het begin van de 19e eeuw was het werk van Gaspard Monge belangrijk voor de verdere ontwikkeling van de projectieve meetkunde. Het werk van Desargues werd genegeerd totdat Michel Chasles in 1845 op een handgeschreven manuscript stuitte. Ondertussen had Jean-Victor Poncelet in 1822 zijn fundamentele verhandeling over de projectieve meetkunde gepubliceerd. Poncelet scheidde de projectieve eigenschappen van objecten in individuele klassen en stelde een relatie vast tussen metrische en projectieve eigenschappen. In de kort daarna ontdekte niet-euclidische meetkunde kon men modellen aantonen voor deze meetkundes. Het Klein-model van de hyperbolische ruimte is zo’n model met een relatie tot de projectieve meetkunde.
Deze vroeg-19e-eeuwse projectieve meetkunde was een springplank van de analytische meetkunde naar de algebraïsche meetkunde. Wanneer behandeld in termen van homogene coördinaten, ziet de projectieve meetkunde eruit als een uitbreiding of technische verbetering van het gebruik van coördinaten om meetkundige problemen te reduceren tot algebra, een uitbreiding, die het aantal bijzondere gevallen vermindert. De gedetailleerde studie van de kwadratische vergelijkingen en de “lijnmeetkunde” van Julius Plücker vormen nog steeds een rijke verzameling van voorbeelden voor meetkundigen die aan algemene concepten werken.
Het werk van Poncelet, Jakob Steiner en anderen was niet bedoeld om de analytische meetkunde uit te breiden. Technieken werden geacht synthetisch te zijn: in feite was de projectieve ruimte, zoals deze nu wordt begrepen, axiomatisch ingevoerd. Als gevolg daarvan kan het herformuleren van vroeger werk in de projectieve meetkunde, opdat het voldoet aan de huidige normen van zorgvuldigheid en striktheid, enigszins moeilijk zijn. Zelfs in het geval van het projectieve vlak alleen kan de axiomatische benadering resulteren in modellen die niet beschrijfbaar zijn in termen van de lineaire algebra.
Deze periode in de meetkunde werd eerst door onderzoek naar de algemene algebraïsche kromme door Alfred Clebsch, Bernhard Riemann, Max Noether en anderen, die de bestaande technieken oprekten, ingehaald en vervolgens door de invariantentheorie. Tegen het einde van de eeuw veranderde de Italiaanse school van de algebraïsche meetkunde (Federigo Enriques, Segre, Francesco Severi) het traditionele onderzoeksgebied in een gebied dat om veeleisendere diepere technieken vroeg.
Hoewel de literatuur nog steeds omvangrijk is, werd de gedetailleerde studie van de projectieve meetkunde in het laatste deel van de 19e eeuw minder modieus. Onder andere door Schubert werd belangrijk werk gedaan in de enumeratieve meetkunde, dat nu wordt gezien als vooruitlopend op de theorie van de Chern-klassen, gezien als een representatie van de algebraïsche topologie van de Grasmannianen.

## Axiomatische opbouw
De projectieve meetkunde behandelt punten en lijnen op een gelijkwaardige manier, hun rol is verwisselbaar. Een lijn is de verzameling van de punten die erop liggen, een punt is de verzameling van de waaier van lijnen erdoor. Hierdoor wordt het makkelijker een axiomatische opbouw te geven (zie Whitehead, "The Axioms of Projective Geometry"):
- G1: Iedere lijn bevat in elk geval drie punten.
- G2: Iedere twee punten A en B liggen op een unieke lijn AB.
- G3: Als AB en CD snijdende lijnen zijn, dan ook AC en BD (aangenomen dat A en B van C en D verschillende punten zijn).

De reden om voor elke lijn aan te nemen dat er 3 punten op liggen is duidelijk, als we denken aan het voorbeeld dat aan deze meetkunde ten grondslag ligt, een euclidische ruimte aangevuld met punten en lijnen in het oneindige. Het derde punt is dus het oneindige punt en is de richting van de lijn. Axioma 2 heeft dus een variant van het parallellenpostulaat in zich (en dat maakt het ironisch om projectieve meetkunde niet-euclidisch te noemen): gegeven een punt en een richting, is er een unieke lijn door dat punt in de gegeven richting.
Omdat een euclidische meetkunde ingebed zit in een projectieve meetkunde, en projectieve meetkunde een simpeler grondslag heft, kunnen algemene resultaten uit euclidische meetkunde op een meer transparante manier verkregen worden. Bovendien, zoals we al zagen met de voorgaande interpretatie van Axioma 2, verschillende maar op elkaar lijkende stellingen in de euclidische meetkunde kunnen binnen de projectieve meetkunde samen worden behandeld. Bijvoorbeeld is het niet meer nodig om zoals in euclidische meetkunde onderscheid te maken tussen wel en niet snijdende lijnen.
Het is mogelijk de axiomatisering verder uit te diepen door een relatie [ABC] in het leven te roepen, die aangeeft dat drie punten (niet noodzakelijk verschillend) collineair zijn. Een relatief eenvoudige axiomatisering kan dan met deze relatie worden opgesteld:
- C0: [ABA].
- C1: Als A en B punten zijn zodat [ABC] en [ABD] dan [BDC].
- C2: Als A en B twee punten zijn, dan is er een derde punt zodat [ABC].
- C3: Als A en B twee punten zijn, en B en D ook, met [BCE], [ADE], maar niet [ABE], dan is er een punt F zodat [ACF] en [BDF].

Voor twee ongelijke punten A en B, is de lijn AB gedefinieerd als alle punten C zodat [ABC]. De axioma's CO en C1 leveren zo een formalisatie van G1, C2 van G2 en C3 van G3.
Het concept van een lijn kan worden gegeneraliseerd naar een vlak en een hoger dimensionale deelruimte. Een deelruimte AB...XY kan dus recursief gedefinieerd worden in termen van de deelruimte AB...X als alle punten van lijnen AZ waarbij Z {A, B, ..., X} doorloopt. Collineariteit wordt dan gegeneraliseerd tot "onafhankelijkheid". Een verzameling {A, B, ..., Z} is onafhankelijk, [AB...Z], als {A, B, ..., Z} een minimale voortbrengende verzameling is van de deelruimte AB...Z.
Aan de axioma's kunnen meer axioma's worden toegevoegd over grenzen aan de dimensie van de ruimte. De minimale dimensie wordt vastgelegd door het bestaan van een onafhankelijke verzameling van de voorgeschreven grootte. Voor de laagste dimensie kunnen de voorwaarden op equivalente manier als volgt worden opgesteld. Een projectieve ruimte is van
- (L1) minimaal dimensie 0 als het op zijn minst 1 punt bevat,
- (L2) minimaal dimensie 1 als het op zijn minst 2 verschillende punten bevat, en daarom een lijn,
- (L3) minimaal dimensie 2 als het op zijn minst 3 niet-collineaire punten bevat, (of twee lijnen, of een lijn en een punt niet op de lijn),
- (L4) minimaal dimensie 3 als het op zijn minst 4 niet-colplanaire punten bevat.

De maximale dimensie kan worden vastgelegd op een soortgelijke manier. Voor de laagste dimensies kan dit de volgende vorm aannemen: een projectieve ruimte is van
- (M1) hoogstens dimensie 0 als het niet meer dan 1 punt bevat,
- (M2) hoogstens dimensie 1 als het niet meer dan 1 lijn bevat,
- (M3) hoogstens dimensie 2 als het niet meer dan 1 vlak bevat, enzovoort.

Het is een algemene stelling (een gevolg van axioma 3) dat alle lijnen in een vlak elkaar snijden—de intentie voor projectieve meetkunde was juist dat principe. Daarom kan (M3) ook omschreven worden als dat alle lijnen elkaar snijden.
Aanvullende eigenschappen met fundamentele betekenis zijn onder meer de stelling van Desargues en de Stelling van Pappos. In projectieve ruimtes van dimensie 3 of groter is er een constructie die het mogelijk maakt de stelling van Desargues te bewijzen, maar voor dimensie 2 moet het als apart postulaat worden geformuleerd.
Onder de stelling van Desargues, samen met de andere axioma's, is het mogelijk om de basisoperaties van de rekenkunde meetkundig te definiëren. De operaties die hieruit volgen voldoen aan de axioma's voor een lichaam, behalve dat de commutativiteit van vermenigvuldiging de stelling van Pappos vereist. Resulterend corresponderen de punten op elke lijn één op één met een gegeven lichaam, F, aangevuld met een toegevoegd oneigenlijk element w, zodat rw = w, -w = w, r + w = w, r/0 = w, r/w = 0, w-r = r-w = w. Echter, 0/0, w/w, w-w, 0w en w0 blijven ongedefinieerd.

Het Fano-vlak

De enige projectieve meetkunde van dimensie 0 is een enkel punt. Een projectieve meetkunde van dimensie 2 bestaat uit een enkele lijn met minstens 3 punten. De meetkundige constructie van rekenkundige operaties kan in deze twee gevallen niet worden uitgevoerd. Voor dimensie 2 is er een rijke structuur aangezien de stelling van Desargues niet geldt. De eenvoudigste tweedimensionale projectieve meetkunde bestaat uit 3 punten op elke lijn, met zeven punten en lijnen die zijn gerangschikt volgens onderstaand schema van collineaire drietallen.
- [ABC]
- [ADE]
- [AFG]
- [BDG]
- [BEF]
- [CDF]
- [CEG]

met coördinaten A = {0,0}, B = {0,1}, C = {0,W} = {1,W}, D = {1,0}, E = {W,0} = {W,1}, F = {1,1}, G = {W, W}. Het Fano-vlak kan dienen als beeld. De coördinaten in een vlak waar de stelling van Desargues geldt zal in het algemeen leiden tot ambigue definitie voor de oneigenlijke punten.

## Reële projectieve meetkunde
Een eenvoudig model van de projectieve meetkunde wordt gevormd door het reële projectieve vlak. De objecten van deze meetkunde zijn de deelruimten van de driedimensionale euclidische ruimte {\displaystyle \mathbb {R} ^{3}.} De eendimensionale deelruimten, de zogeheten vectorrechten, d.w.z. lijnen door de oorsprong, dus veelvouden van een vector, noemen we de punten van het projectieve vlak. De tweedimensionale deelruimten, de zogeheten vectorvlakken, vlakken door de oorsprong, heten rechten van het projectieve vlak. Incidentierelaties worden gegeven door de gewone verbanden uit de verzamelingenleer: een "punt" ligt op een "rechte" als de overeenkomstige vectorrechte deel uitmaakt van het overeenkomstige vectorvlak. Drie "punten" heten collineair als de overeenkomstige vectorrechten in eenzelfde vectorvlak liggen.
De inbedding van het euclidische vlak in dit model van het projectieve vlak gebeurt door een arbitraire keuze van een vlak in {\displaystyle \mathbb {R} ^{3}} dat niet door de oorsprong gaat. Ieder punt van dat vlak wordt nu geïdentificeerd met de unieke vectorrechte die door dat punt  gaat. De overblijvende "punten" zijn de vectorrechten die met het gekozen vlak evenwijdig lopen in {\displaystyle \mathbb {R} ^{3}}, dit zijn de "punten op oneindig".
Algemener definieert men de reële n-dimensionale projectieve ruimte door als punten de vectorrechten van {\displaystyle \mathbb {R} ^{n+1}} te kiezen, als rechten de vectorvlakken enzovoort.
Deze klasse van modellen hoeft niet beperkt te blijven tot vectorruimten over de reële getallen, maar kan ook worden gedefinieerd voor een willekeurig lichaam K. Dit geeft onder meer aanleiding tot complexe projectieve ruimten, maar ook tot eindige modellen over een eindig lichaam K.
In dit verband is het interessant op te merken dat de complexe eendimensionale ruimte (complexe projectieve rechte) een heel andere structuur heeft dan de reële tweedimensionale ruimte (reëel projectief vlak), niet alleen meetkundig, maar ook topologisch. De eerste bestaat uit het complexe vlak plus één punt op oneindig en is (differentiaal)topologisch gelijkwaardig met de sfeer. De tweede bestaat uit het reële vlak plus een hele rechte van punten op oneindig (topologisch: een cirkel op oneindig). Topologisch is dit een voorbeeld van een niet-oriënteerbare compacte tweedimensionale variëteit.

## Dubbelverhouding
De belangrijkste grootheden van de klassieke meetkunde, zoals lengte en hoek, zijn geen projectieve invarianten. Ook de verhouding van twee lengtes (van lijnstukken op eenzelfde rechte) blijft niet behouden bij projectie; maar er is een "verhouding van verhoudingen", de dubbelverhouding, die wel degelijk een projectieve invariant is. De dubbelverhouding van vier collineaire punten A, B, C en D, meestal genoteerd als (A B C D), is
{\displaystyle (ABCD)={\frac {|AC|}{|BC|}}:{\frac {|AD|}{|BD|}}}